# 아이돌 레인저 파워버스터즈
아이돌 레인저 파워버스터즈는 콘텐츠 전문 기업 몬스터그램과 겨울왕국, 주토피아 등의 CG작업들을 맡았던 에이펀 인터렉티브, 프리즘 스톤, 프리파라의 애니메이션 제작을 맡았던 동우에이앤이가 공동으로 주관하여 제작하는 아이돌 특촬물 애니메이션이자 어린이 드라마이다. KBS에서 방영할 예정이며 대한민국 특촬물 중에서 여성 배우가 많은 대한민국 특촬물이다. 2016년 11월 30일 여의도 63빌딩 장소협조에서 열린 '대한민국 문화연예대상' 시상식 자리에서 최초 공개됐으며 정예 멤버가 될 10명의 버스터즈 후보생들의 평균 나이가 14세로 정말 어린 편이지만 국내 광고, 드라마, 영화 등에서 출연했던 배우도 포함이 됐다.

## 줄거리
아직은 명확히 공개되지는 않았으나 현실과 가상세계를 오가면서 괴물을 무찌르는 특수촬영과 애니메이션을 접목한 드라마로 5명의 아이돌이 지구의 평화를 위해 싸운다는 내용을 내포하고 있다. 그리고 버스터즈 또한 드라마 각본 설정인 '갓 인기를 얻기 시작한 아이돌 걸그룹'을 현실세계에 방영하기 위해 2017년 4월 17일에 데뷔, 2017년 7월 이후로 본격적인 활동을 시작했다. 추가로 공개된 정보에 의하면 악당 '블랙걸즈'가 빼앗아간 사람들의 행복한 기억을 되찾아주는 히어로라고 한다.

## 등장인물
아이돌 레인저 파워버스터즈는 크게 선역이 되는 버스터즈 멤버와 악역이 되는 블랙걸즈 멤버로 등장인물들이 구분이 된다.

### 버스터즈 멤버
- 레드 민지

- 그린 민정

- 핑크 형서

- 옐로 채연

- 블루 지수

### 블랙걸즈 멤버
- 다크디바

- 블랙걸즈(1호, 2호, 3호, 4호, 5호)